# Deutsche Fußballmeisterschaft der B-Junioren 1989/90
Die deutsche B-Jugendmeisterschaft 1990 war die 14. Auflage dieses Wettbewerbes. Meister wurde der 1. FC Köln, das im Finale den VfB Stuttgart mit 2:1 besiegte.

## Teilnehmende Mannschaften
An der B-Jugendmeisterschaft nahmen die 16 Landesverbandsmeister teil.
| Regionalverband Nord                                                                                         | Regionalverband West                                                                       | Regionalverband Südwest                                                                          | Regionalverband Süd | Berlin                    |
| --- | ------------------------------------------------------------------------------------------ | ------------------------------------------------------------------------------------------------ | --- | ------------------------- |
| - Schleswig-Holstein: VfB Kiel - Hamburg: Bramfelder SV - Bremen: Werder Bremen - Niedersachsen: Hannover 96 | - Westfalen: Borussia Dortmund - Mittelrhein: 1. FC Köln - Niederrhein: Bayer 05 Uerdingen | - Rheinland: Eisbachtaler Sportfreunde - Südwest: 1. FC Kaiserslautern - Saarland: FC 08 Homburg | - Hessen: KSV Baunatal - Baden: SV Waldhof Mannheim - Südbaden: Offenburger FV - Württemberg: VfB Stuttgart - Bayern: 1. FC Nürnberg | - Berlin: SC Siemensstadt |

## Achtelfinale
Hinspiele: So 10.06. Rückspiele: So 17.06.
|                     | Gesamt |                           | Hinspiel | Rückspiel |
| ------------------- | ------ | ------------------------- | -------- | --------- |
| Gruppe Nord-West:   |        |                           |          |           |
| 1. FC Köln          | 3:0    | Hannover 96               | 3:0      | 0:0       |
| Bramfelder SV       | 2:3    | FC Bayer 05 Uerdingen     | 1:1      | 1:2       |
| VfB Kiel            | 0:6    | SC Siemensstadt           | 0:4      | 0:2       |
| Borussia Dortmund   | 2:7    | SV Werder Bremen          | 2:2      | 0:5       |
| Gruppe Süd-Südwest: |        |                           |          |           |
| FC 08 Homburg       | 00:13  | 1. FC Nürnberg            | 0:5      | 0:8       |
| KSV Baunatal        | 2:4    | SV Waldhof Mannheim       | 1:2      | 1:2       |
| Offenburger FV      | 3:0    | Eisbachtaler Sportfreunde | 1:0      | 2:0       |
| VfB Stuttgart       | 4:2    | 1. FC Kaiserslautern      | 1:1      | 3:1       |

## Viertelfinale
Hinspiele: So 24.06. Rückspiele: So 01.07.
|                     | Gesamt          |                       | Hinspiel | Rückspiel |
| ------------------- | --------------- | --------------------- | -------- | --------- |
| Gruppe Nord-West:   |                 |                       |          |           |
| 1. FC Köln          | 4:4 (8:7 i. E.) | FC Bayer 05 Uerdingen | 3:1      | 1:3       |
| SC Siemensstadt     | 3:2             | SV Werder Bremen      | 0:0      | 3:2       |
| Gruppe Süd-Südwest: |                 |                       |          |           |
| 1. FC Nürnberg      | 7:1             | SV Waldhof Mannheim   | 6:1      | 1:0       |
| Offenburger FV      | 02:16           | VfB Stuttgart         | 1:9      | 1:7       |

## Halbfinale
Hinspiele: So 08.07. Rückspiele: So 15.07.
|                     | Gesamt |                 | Hinspiel | Rückspiel |
| ------------------- | ------ | --------------- | -------- | --------- |
| Gruppe Nord-West:   |        |                 |          |           |
| 1. FC Köln          | 3:1    | SC Siemensstadt | 3:0      | 0:1       |
| Gruppe Süd-Südwest: |        |                 |          |           |
| 1. FC Nürnberg      | 2:4    | VfB Stuttgart   | 1:1      | 1:3       |

## Finale
| 1. FC Köln                                                         | 1. FC Köln | VfB Stuttgart | VfB Stuttgart |
| ------------------------------------------------------------------ | --- | --- | ------------- |
| 1. FC Köln                                                         | \| Sonntag, 22. Juli 1990 um 11:00 Uhr in Köln (Franz-Kremer-Stadion) \| \| Ergebnis: 2:1 (0:0) \| \| Zuschauer: 4.500 \| \| Schiedsrichter: Michael Prengel (Düsseldorf) \|                                                              | \| Sonntag, 22. Juli 1990 um 11:00 Uhr in Köln (Franz-Kremer-Stadion) \| \| Ergebnis: 2:1 (0:0) \| \| Zuschauer: 4.500 \| \| Schiedsrichter: Michael Prengel (Düsseldorf) \|                                                                                          | VfB Stuttgart |
| 1. FC Köln                                                         | Ünsal Sönmezoglu – Frank Plöger – Joschi Chang, Oliver Schmitt – Markus Carl, Ralf Bodelier, Guido Jörres, Sascha Jores (58. Florian Kötting), Sascha Koob (69. Ingo Wiechmann) – Pablo Thiam, Sascha Lenhart Cheftrainer: Frank Schaefer | Markus Grillowitzer – Elefteros Karastergios – Uwe Bokowitz (62. Jens Schwab), Michael Keckeisen – Marcus Ziegler, Carsten Maginot, Sascha Nikoljewicz, Thomas Reis, Holger Bittmann – Dirk Leber (48. Thorsten Martika), Thomas Sobotzik Cheftrainer: Jürgen Mosthaf | VfB Stuttgart |
| 1. FC Köln                                                         | 1:0 Ralf Bodelier (38.) 2:0 Sascha Lenhart (58.) | 2:1 Thomas Reis (68.) | VfB Stuttgart |
| 1. FC Köln                                                         | Sobotzik, Keckeisen | | VfB Stuttgart |
| 1. FC Köln                                                         | Zeitstrafe: Leber | | VfB Stuttgart |
| Sonntag, 22. Juli 1990 um 11:00 Uhr in Köln (Franz-Kremer-Stadion) | | |               |
| Ergebnis: 2:1 (0:0)                                                | | |               |
| Zuschauer: 4.500                                                   | | |               |
| Schiedsrichter: Michael Prengel (Düsseldorf)                       | | |               |